# Peerder Watermolen
De Peerder Watermolen (of Molhemse Watermolen) was een watermolen op de Dommel ten noorden van de Belgische stad Peer. Hij bevindt zich aan Molhemstraat 71. Om hem te bereiken moet men een holle weg afdalen.

## Geschiedenis
De betreffende molen werd in 1338 aangeduid als IJvets-moelen en werd verhuurd door de stad Peer. Het was een dwangmolen van de heerlijkheid Peer.
Dit was een bovenslagmolen, en wel de enige van haar soort op de Dommel. Het verval was hier namelijk groter, en de beek smaller, niet meer dan 2 meter. De Dommel kwam hier namelijk van het Kempens Plateau af.
In 1908 werden het huis en de molensteen nog vernieuwd, maar in 1966 werd het maalwerk afgebroken en het huis ingekort. De huidige bedding van de Dommel ligt 100 meter van het molenhuis verwijderd. De eigenaar kreeg toestemming om de oude toestand enigszins te reconstrueren, waartoe een nieuw waterrad zal worden aangebracht en de Dommel af te takken om de watermolen van haar krachtbron te voorzien.

## Nabijgelegen watermolens
Stroomafwaarts vindt men op de Dommel de Kleine Molen en stroomopwaarts zijn geen watermolens meer bekend.
- Inventaris van het Bouwkundig Erfgoed (Vlaanderen): 80703